# Anton Eder (Politiker, 1843)
Anton Eder (* 11. November 1843 in Witzling, Bezirksamt Mühldorf am Inn; † nach 1893) war ein Schmiedemeister und Politiker. Er war ab 1893 als Mitglied des Zentrums Abgeordneter der Zweiten Kammer des Bayerischen Landtags.
Eder besuchte von 1850 bis 1857 die Volksschule in Ranoldsberg (heute Buchbach) und im Anschluss daran bis 1861 die Feiertagsschule in Buchbach. Parallel dazu begann er 1860 eine dreijährige Ausbildung zum Schmied. Nach seiner Meisterprüfung ließ er sich in Hohenpolding nieder, wo er 1875 Mitglied des Gemeindeausschusses wurde. Bei den Wahlen vom 5./12. Juli 1893 wurde er mit 98 Wahlmännerstimmen für den Kreis Freising 3 in den XXXII. Bayerischen Landtag gewählt.